# صباح الجزائرية
صباح الجزائرية، (1952 - 2005)،
فنانة جزائرية، أجادت غناء العديد من الألوان. وتميّز صوتها بالعذوبة والقوة، مما ساعدها للوصول إلى أصوات الجواب العالية بسهولة. اسمها الحقيقي فاطمة الزهراء بن ثابت، من مواليد مدينة وهران الجزائرية، منذ الصغر بدأت تغني لأم كلثوم وصباح، وشاركت في الحفلات المدرسية، ونالت الاستحسان 
لصوتها الجميل وموهبتها في الغناء، وعندما قدمت في عام 1967 أغنية «أنا إلا بشر» إحدى أجمل أغاني المطرب عبد الوهاب الدكالي تنبأ لها كثيرون بالنجومية والشهرة في عالم الغناء. وهكذا بدأت رحلة الغناء، ومن أغانيها «يا عمري» و«الخمري»، وغيرهما، حتى غدت واحدة من أهم المطربين في وهران.

## البداية
ولدت سنة 1952 وبدأت مسيرتها الفنية وهي لا تتجاوز سن الخامسة عشر، حيث غنت أغنية الغاوي أمام الجمهور، ومن ثم أعادت أغنية ما أنا إلا بشر للمطرب المغربي عبد الوهاب دوكالي سنة،1967 شجعها الفنانان بلاوي الهواري وأحمد وهبي للولوج في الساحة الفنية.
عرفت بأغنية يا الخمري...لله يا ما قولي للعمة ما يزيان عمري إلا مع الخمري / الخمري يا ما / ما يجري فكري ما نعوم في بحري / ما يهنا خاطري ما يفنى بصري / إلا ما الخمري. هذه الأغنية التي صفق لها الجمهور الوهراني والجزائري كثيرا
شجعها الفنانان "بلاوي الهواري" و"أحمد وهبي" للولوج إلى الساحة الفنية وهي ابنة الكورال المدرسي فكان ذلك مع الراحل "عمر البرناوي" المعروف بكتابته لأغنية «رحلة الحب» ليكتب لها اغنيته الشهيرة «يا عمري» كما تعاملت أيضا مع الملحن والموسيقى "الهاشمي حفيان" لتلتحق بعدها وبالضبط في بداية سنوات السبعينات بالمسرح الجهوي بوهران، فشاركت في مسرحية «ادي ولا خلي» لحجوطي بوعلام، ومن ثم مثلت في مسرحية «لمخاخ» التي كتبها أدار محمد في أول تجربة كتابية له في هذا المجال، بعدها اختارها "مالك بوقرموح" للتمثيل في مسرحيته «المحقور» عن نص "سليمان بن عيسى".
التحقت في أوائل السبعينات من القرن الماضي بالمسرح الجهوي التابع لمدينة وهران، وشاركت كممثلة في عدد من المسرحيات التي قدمتها الفرقة الوهرانية مثل «ادي ولا خلي». و«الأمخاخ». و«المغرور» التي قدمت للمرة الأولى بالمسرح الجهوي لعنابة وعدد من المسرحيات.
لكن يبدو أن المسرح لم يرض طموحها فجذبتها أضواء السينما حيث شاركت في بطولة فيلم «صمت الرماد» وأيضا فيلم «المصير» وبعض الأعمال الأخرى، لكن حنينها إلى الغناء جعلها تبتعد عما سواه، لتعود إلى عشقها الأول. وغنت في عدد من دول المغرب العربي، وشاركت ضمن الأسابيع الثقافية الجزائرية في عدد من الدول العربية ومن بينها الكويت، وحققت بعد ذلك شهرة عربية.
مثلت في الفيلم الوحيد للمخرج "يوسف صحراوي" بعنوان صمت الرماد سنة 1975، لتلتحق بعدها بطاقم فيلم تجار الأحلام بجانب الفنان القدير سيد علي كويرات وفي سنة 1977 وحبا فيها للتنقل بين الفنون، التحقت صباح بعالم التلفزيون وبالضبط في مجال المسلسلات، فمثلت في مسلسل جمال فزاز المصير سنة 1992.

## الكويت
زارت الكويت ضمن وفد الأسبوع الثقافي الجزائري فتاة يافعة، تمتلك صوتا جميلا، قدمت خلال الأمسية الغنائية بعض الألحان الجزائرية، وبعد ذلك قدمت بصوتها العذب أغنية «آه يا الأسمر يا زين»، وهي واحدة من أجمل أغاني المطرب "عبد الكريم عبد القادر"، كتب كلماتها الشاعر الغنائي "يوسف ناصر"، ولحنها "مصطفى العوضي"، وسرعان ما أصبحت المطربة على كل لسان، خصوصا أنها أجادت غناء الأغنية باللهجة المحلية، المطربة هي صباح الصغيرة أو كما يعرفها الكثيرون صباح الجزائرية.
استضاف تلفزيون الكويت صباح الجزائرية في مناسبات عديدة، وقدمت الأغنية بعد ذلك في عدة حفلات غنائية في الكويت. آه يا الأسمر يا زين
كما غناها عدد من المطربين الشباب في الجلسات الشعبية والحفلات التي أقامها المجلس الوطني للثقافة والفنون والآداب وأيضا في أنشطة المعهد العالي للفنون الموسيقية، تقول كلماتها:
آه يالاسمر يالزين
حبك أسرني
ودلالك غير ألواني
يا منى الروح والعين
الشوق أمرني
أطيعك وأنسى خلاني
يا منى الروح والعين
آه يالاسمر يالزين
سهمك جرحني
وغرامك غيّر افكاري
وشوقك فضحني
وبيّح في الهوى اسراري
كانك دريت فيني
بالك تخليني
الشوق أمرني
أطيعك وانسى خلاني
يا منى الروح والعين
آه يالسمر يالزبن
من يوم عرفتك
وطعم النوم ما اذوقه
ياليت ما شفتك
ولا قلبي عرف شوقه
كانك دريت فيني
بالك تخليني
يا منى الروح والعين
الشوق أمرني
أطيعك وانسى خلاني
آه يالاسمر يالزين
الكلمات للشاعر: يوسف ناصر
اللحن للفنان: مصطفى العوضي
والأغنية أساسا للفنان الكويتي القدير:
عبد الكريم عبد القادر (الصوت الجريح)

## وفاتها
تعرضت للمرض في السنوات الاخيرة من عمرها، وبعد عدة سنوات من الكفاح ضد المرض، وعدة أشهر من العلاج الكيميائي، انتقلت الفنانة صباح الجزائرية عام 2005 إلى جوار ربها عن عمر يناهز 53 عاما. وبعد سنوات من النسيان والتجاهل تم تسليط الضوء عليها في مسقط رأسها وهران.